# موزه واسا
موزه واسا (سوئدی: Vasamuseet) یک موزه دریانوردی در استکهلم، سوئد است.
این موزه که در جزیره یورگوردن قرار دارد در سال ۱۹۹۰ میلادی تأسیس شده‌است، موزه واسا یک کشتی باقی مانده از قرن ۱۷ میلادی است که در سال ۲۰۰۸ میلادی ۱٬۱۴۳٬۴۰۴ نفر بازدیدکننده داشته‌است.

## نگارخانه

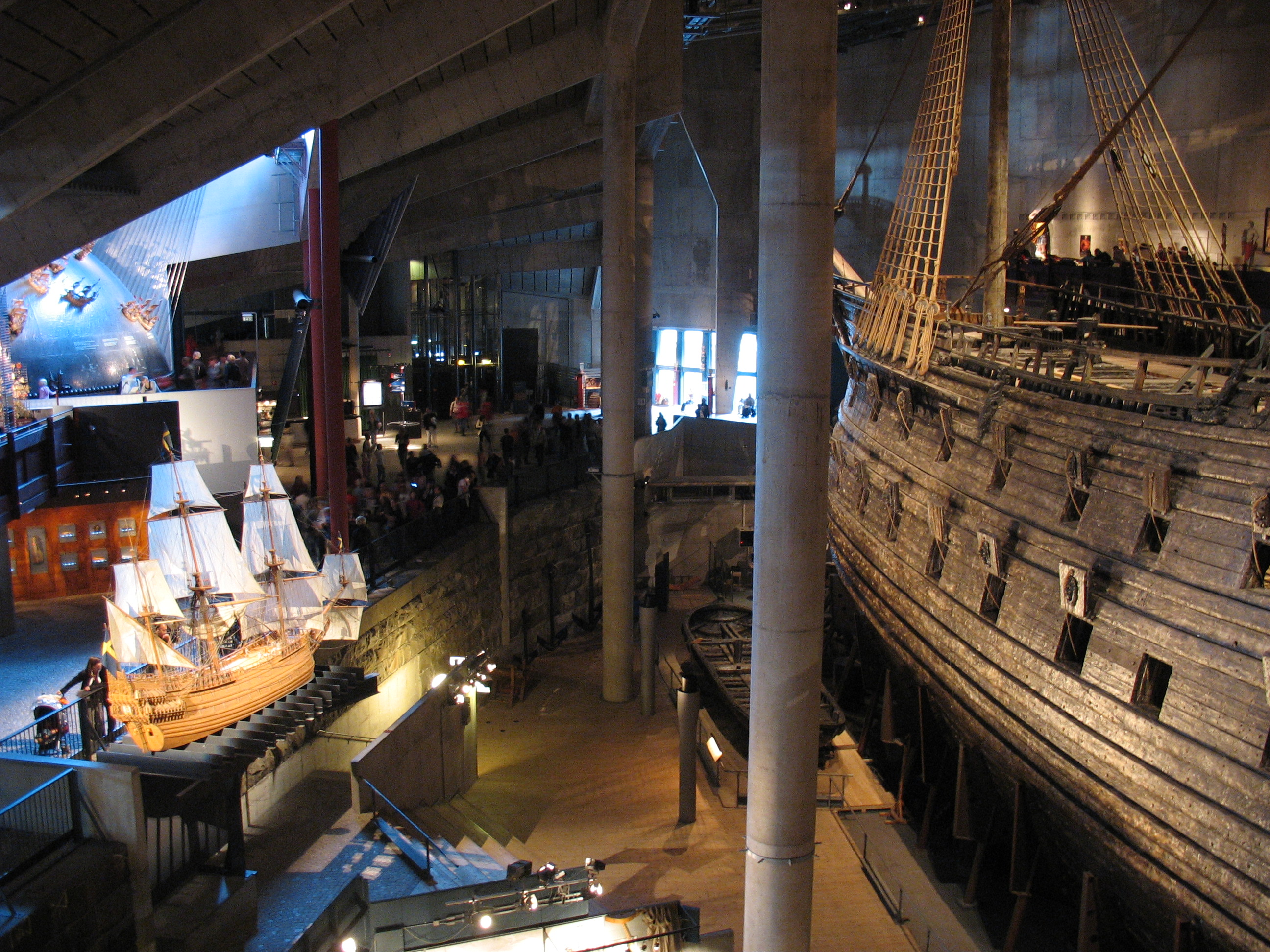
The main hall of the museum with a model of Vasa to the left and the ship itself to the right.
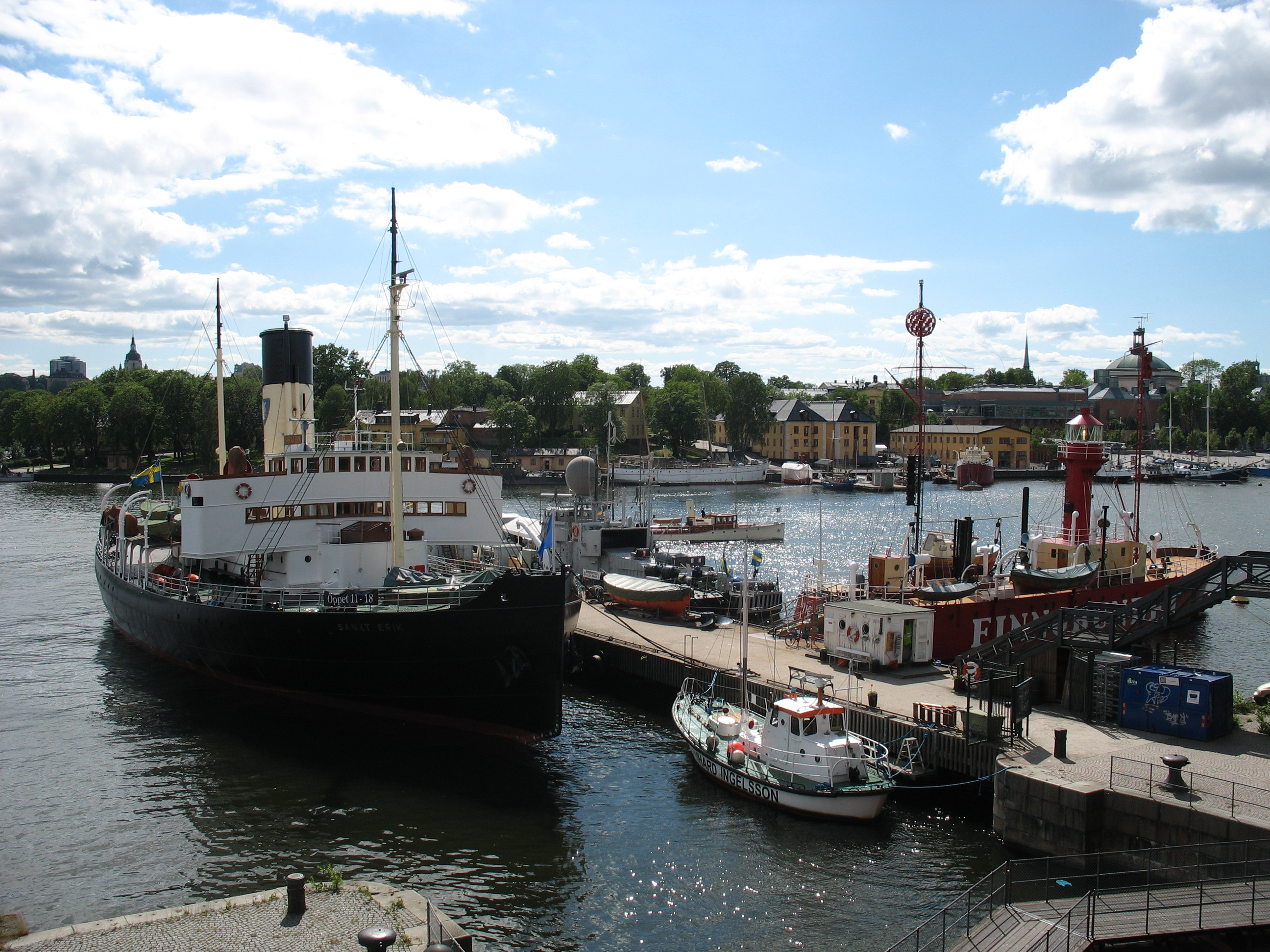
The four floating museum ships moored outside the Vasa Museum.
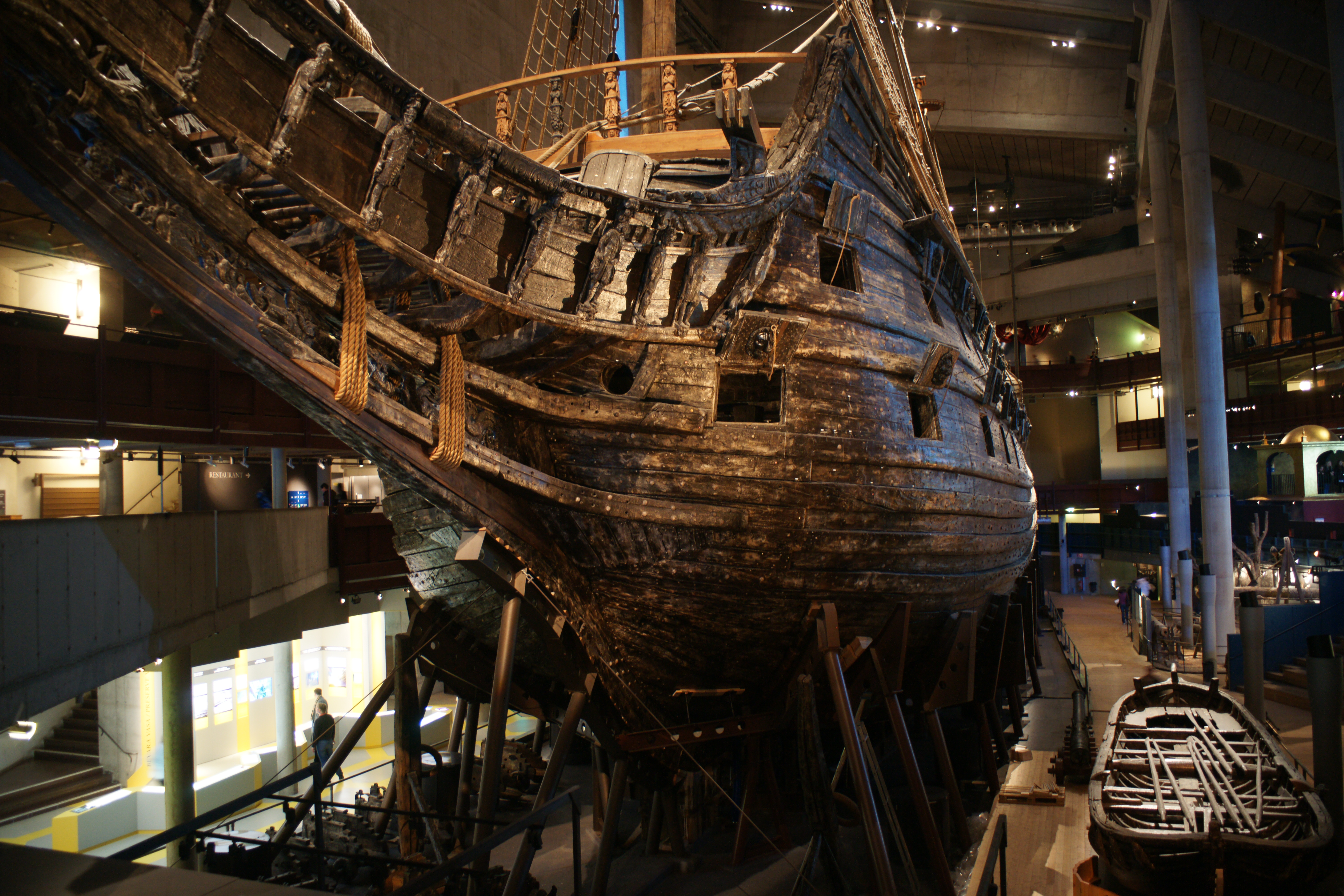
گالئون واسا
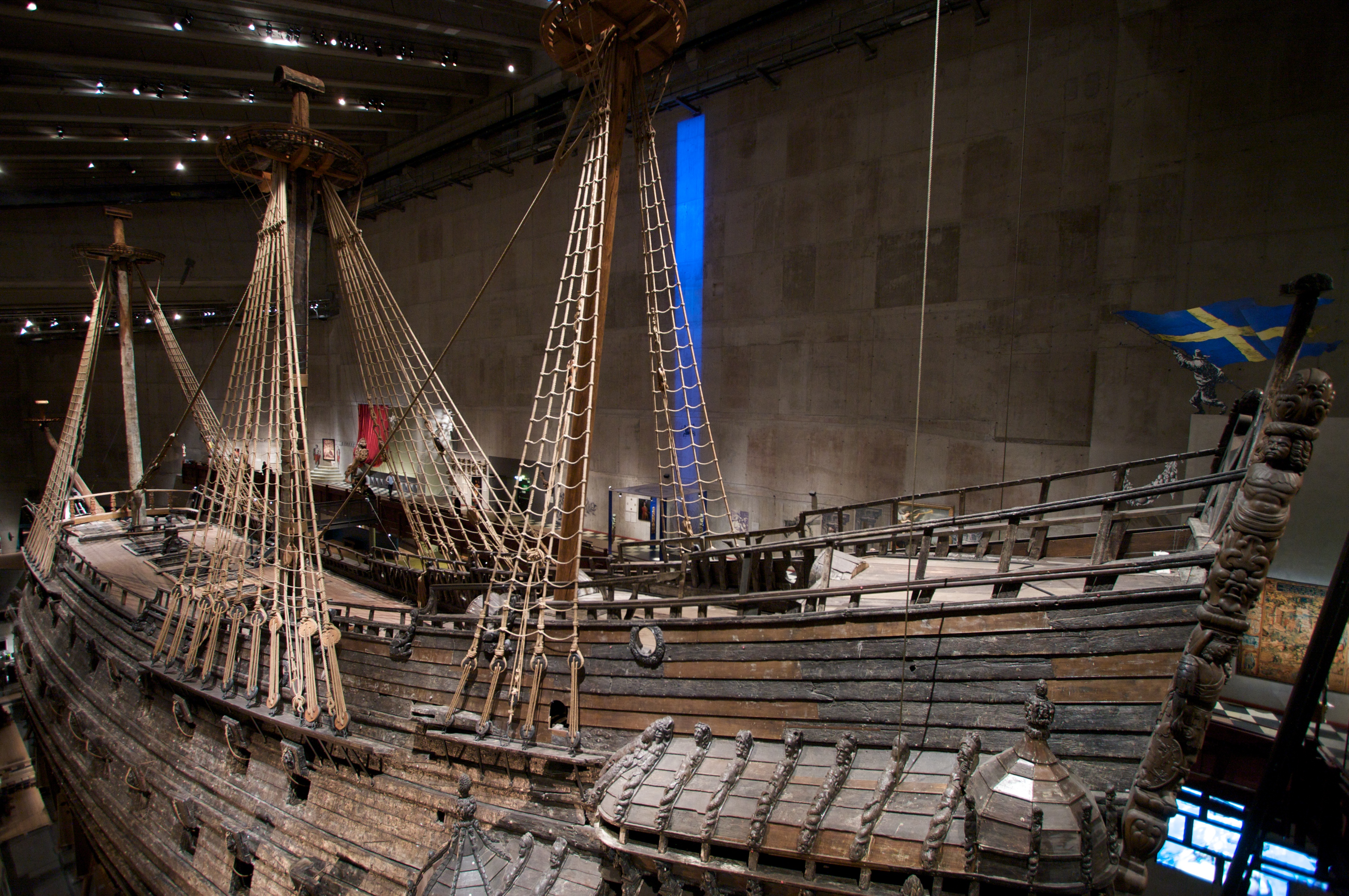
The warship Vasa, aft view
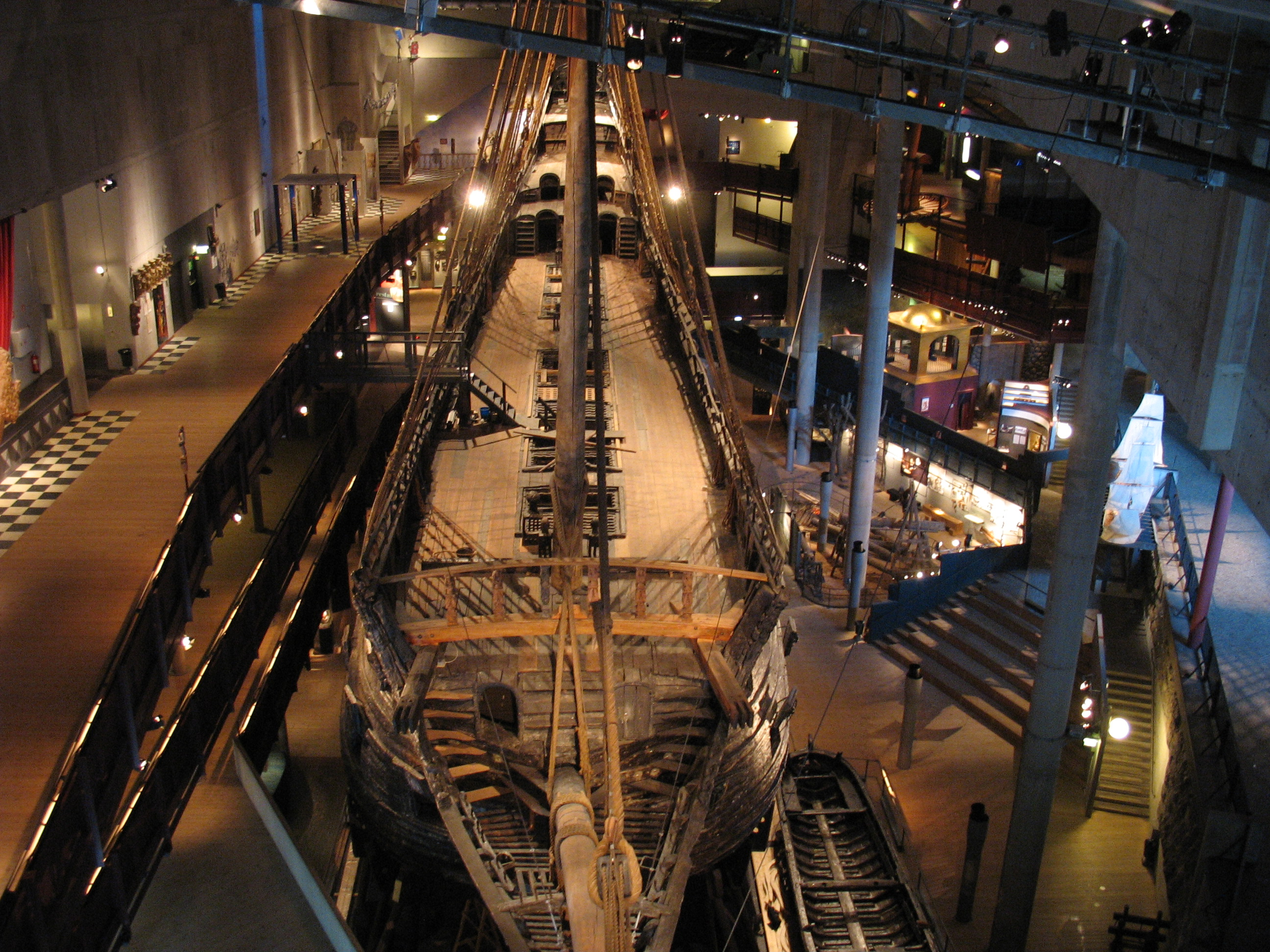
نمایی از بالا از کشتی و موقعیت آن در موزهٔ واسا.
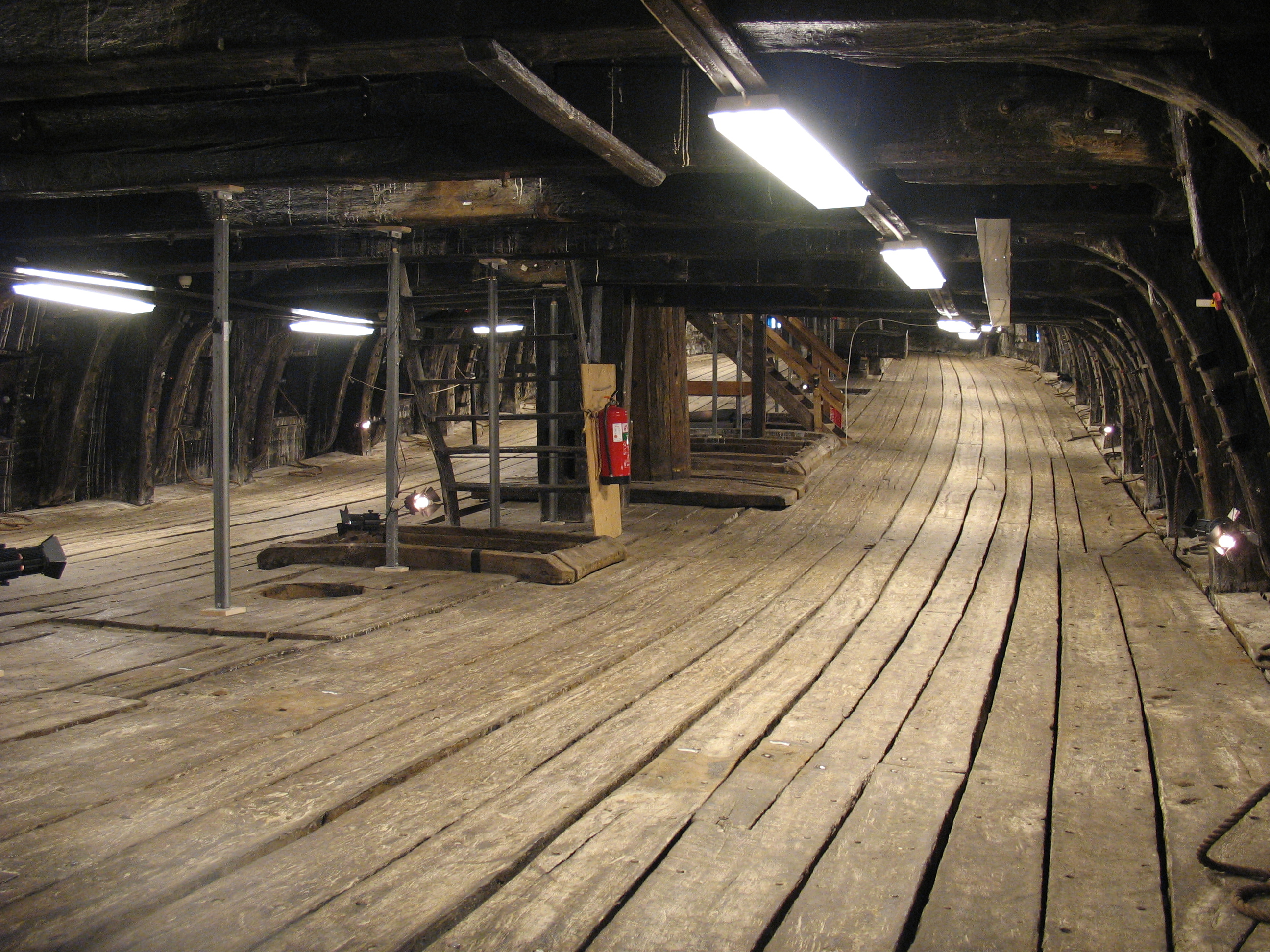
طبقهٔ زیربن عرشهٔ پایین که محل خواب و استراحت خدمهٔ کشتی واسا بوده‌است.